# أهلا (مجلة)
أهلا هي مجلة أسبوعية ناطقة باللغة الإنجليزية تُعنى بالمشاهير. صدرت المجلة في الإمارات العربية المتحدة في أبريل (نيسان) 2003 عن مجموعة آي تي بي للنشر تحت شعار «سحر عالمي وأسلوب محلي».

## التاريخ
تأسست مجلة أهلا في الإمارات العربية المتحدة في أبريل (نيسان) 2003، وكانت تصدرها مجموعة آي تي بي للنشر، وتولى غراهام ستايسي رئاسة تحرير للمجلة، ثم انبثقت عن مجلة أهلاً مجلة فرعية تحت اسم «أهلاً! ماسالا» في نوفمبر (تشرين الثاني) 2003، وفي عام 2004 صدرت أول نسخة ناطقة باللغة العربية من المجلة. خضعت مجلة أهلا في 26 مايو (أيار) 2011 لعملية إعادة هيكلة شاملة على مستوى الشكل والأقسام، كما خضعت لتدقيق هيئة النشر البريطانية قبل أن تصدر بتصميم ومظهر وخطوط جديدة، وخلال الأشهر الستة الأخيرة وزعت المجلة 20186 نسخة، وخلال الأشهر الستة الأولى من عام ٢٠١٣، بلغ توزيع المجلة ٢٠,٥٨٦ نسخة.
توقف صدور مجلة أهلا في عام 2020 بسبب جائحة كورونا، واستمر توقفها لمدة أربعة سنوات كاملة قبل أن تعود للصدور في عام 2024 وتُطل عبر منافذ جديدة على شبكات التواصل الاجتماعي من خلال خدماتها الإخبارية على مواقع إنستغرام، وسناب شات، وواتساب، وثريدز، وبينترست، وفيسبوك

## المحتوى
إلى جانب التركيز على الثقافة الشعبية، تُغطي مجلة أهلاً أخبار الفن والأعمال الاستعراضية وفناني الخليج وصيحات عالم الموضة.

### قائمة أهلاً هوت 100
بعد عودتها للصدور في 2024، عادت مجلة أهلا لتقديم قائمة «أهلاً هوت 100»، وهي قائمة سنوية حصرية تُكرّم المجلة من خلالها الشخصيات الأكثر إلهامًا وتأثيرًا في دولة الإمارات العربية المتحدة وخارجها. وقد كرّمت المجلة ضمن قائمة «أهلاً هوت 100» الشخصيات التي قدّمت مساهماتٍ قيّمة في مختلف القطاعات كالترفيه والأعمال والأزياء والأعمال الخيرية. وقد أعادت عودة هذه القائمة المرموقة ترسيخ مكانة المجلة كحدثٍ بارزٍ في الأجندة الاجتماعية لدولة الإمارات العربية المتحدة.

## رؤساء التحرير
تولى غراهام ستايسي منصب رئيس تحرير مجلة أهلا منذ تأسيسها في أبريل (نيسان) 2003 وحتى عام 2005 عندما تولت كاتي هيسكيت رئاسة تحرير المجلة بدلًا منه. وفي يناير (كانون الثاني) 2011 أصبح ناثان كاي الصحفي السابق في صحيفة ميل أون صنداي رئيسًا لتحرير مجلة أهلا. وفي أبريل (نيسان) 2024 التحقت جوي إيجاريا بمجموعة آي تي بي ميديا كمحررة، وتتولى في الوقت الحالي رئاسة تحرير مجلة أهلا، وتعاونها جيسيكا بلانشارد كنائبة لرئيس التحرير، على حين تتولى ياسمين سعادات منصب المدير التنفيذي للمجلة.